# Lol Kin Castañeda
Lol Kin Castañeda Badillo es una activista feminista lesbiana mexicana. fue integrante de la Asamblea Constituyente de la Ciudad de México. Ha sido una promotora del matrimonio igualitario en la Ciudad de México y el país.

## Trayectoria
Es maestra en Políticas Públicas contra la Desigualdad por la Universidad Autónoma de Barcelona y en Estudios de la Mujer por la Universidad Autónoma Metropolitana. Fue una de las cuatro parejas LGBT que contrajeron matrimonio en 2009 en el Antiguo Palacio del Ayuntamiento del Distrito Federal. En 2004 fue parte del comité del VI Encuentro Lésbico Feminista.
Desde 2007 ha sido integrante del equipo organizador de la Marcha del Orgullo LGBT en México, participó en el proceso de evaluación de la XXIX Marcha del Orgullo, se hizo un proceso de evaluación que llevó a destituir al entonces presidente del Comité y ella fue elegida como presidenta y coordinadora de la XXX Marcha.
En 2009 fue candidata a la Asamblea Legislativa del DF, por el distrito XIV por el partido Alternativa Socialdemócrata, al no ser electa, promovió como activista la agenda de derechos que tenía planteada en campaña para hacer las reformas necesarias al código civil para el matrimonio igualitario.
En 2010 ganó una demanda contra el IMSS para garantizar la seguridad social de su pareja y con ello se convirtieron en el primer matrimonio del mismo sexo en tener seguridad social. 
En febrero del 2016 formó parte del grupo redactor de la Constitución de la Ciudad de México. En julio de ese mismo año fue designada Diputada Constituyente de la Ciudad de México y se incorporó a las Comisiones de Derechos Humanos, Transparencia y combate a la corrupción, y Justicia de la Asamblea Constituyente de la Ciudad de México. En el trabajo legislativo realizó sesiones de Parlamento abierto  durante el proceso de redacción de la asamblea Constituyente para incorporar los temas de algunos sectores de la población de la Ciudad de México como: Mujeres feministas y pro igualdad, Colectivos de mujeres Trans, Colectivos de identidades como lesbianas, bisexuales, transexuales, transgénero y travestis, comerciantes de la Central de Abasto, Corredores públicos entre otros.
Al término de la redacción de la Constitución de la Ciudad de México continuó su labor desde diversos activismos y se incorporó al servicio público.